# Worthington (Indiana)
Worthington és una població dels Estats Units a l'estat d'Indiana. Segons el cens del 2000 tenia 1.481 habitants.

## Demografia
Segons el cens del 2000, Worthington tenia 1.481 habitants, 644 habitatges, i 410 famílies. La densitat de població era de 705,9 habitants/km².
Dels 644 habitatges en un 26,4% hi vivien nens de menys de 18 anys, en un 50,3% hi vivien parelles casades, en un 9,9% dones solteres, i en un 36,2% no eren unitats familiars. En el 31,8% dels habitatges hi vivien persones soles el 18,8% de les quals corresponia a persones de 65 anys o més que vivien soles. El nombre mitjà de persones vivint en cada habitatge era de 2,29 i el nombre mitjà de persones que vivien en cada família era de 2,82.
Per edats la població es repartia de la següent manera: un 23,6% tenia menys de 18 anys, un 7,4% entre 18 i 24, un 26,1% entre 25 i 44, un 22,7% de 45 a 60 i un 20,2% 65 anys o més.
L'edat mediana era de 40 anys. Per cada 100 dones de 18 o més anys hi havia 82,7 homes.
La renda mediana per habitatge era de 27.778 $ i la renda mediana per família de 37.604 $. Els homes tenien una renda mediana de 29.219 $ mentre que les dones 21.792 $. La renda per capita de la població era de 18.761 $. Entorn del 9,2% de les famílies i el 13% de la població estaven per davall del llindar de pobresa.

## Poblacions més properes
El següent diagrama mostra les poblacions més properes.